# Me Atizo Macizo Tour 2012 En Vivo Desde el D.F
Me Atizo Macizo Tour en vivo desde el DF es un álbum del grupo musical de rap Cartel de Santa, junto con Big Man, W Corona, y Millonario. Este álbum se grabó en vivo desde la Ciudad de México en un concierto.

## Canciones[2]
| N.º | Título               | Duración |  |
| 1.  | «Intro (Big Man)»    |          |  |
| 4.  | «Hey Si Me Ven»      | 3:54     |  |
| 5.  | «El Dolor Del Micro» | 4:40     |  |
| 6.  | «La Pelotona»        | 3:57     |  |
| 7.  | «Cannabis»           | 3:27     |  |
| 8.  | «Volar volar»        | 3:28     |  |
| 9.  | «El Arte Del Engaño» | 4:46     |  |
| 10. | «Perros»             | 4:25     |  |
| 11. | «De La Calle Soy»    |          |  |